# El Capire, delstaten Mexiko
El Capire är en ort i kommunen Tejupilco i delstaten Mexiko i Mexiko. Samhället hade 422 invånare vid folkräkningen 2020.